# 神宮橋

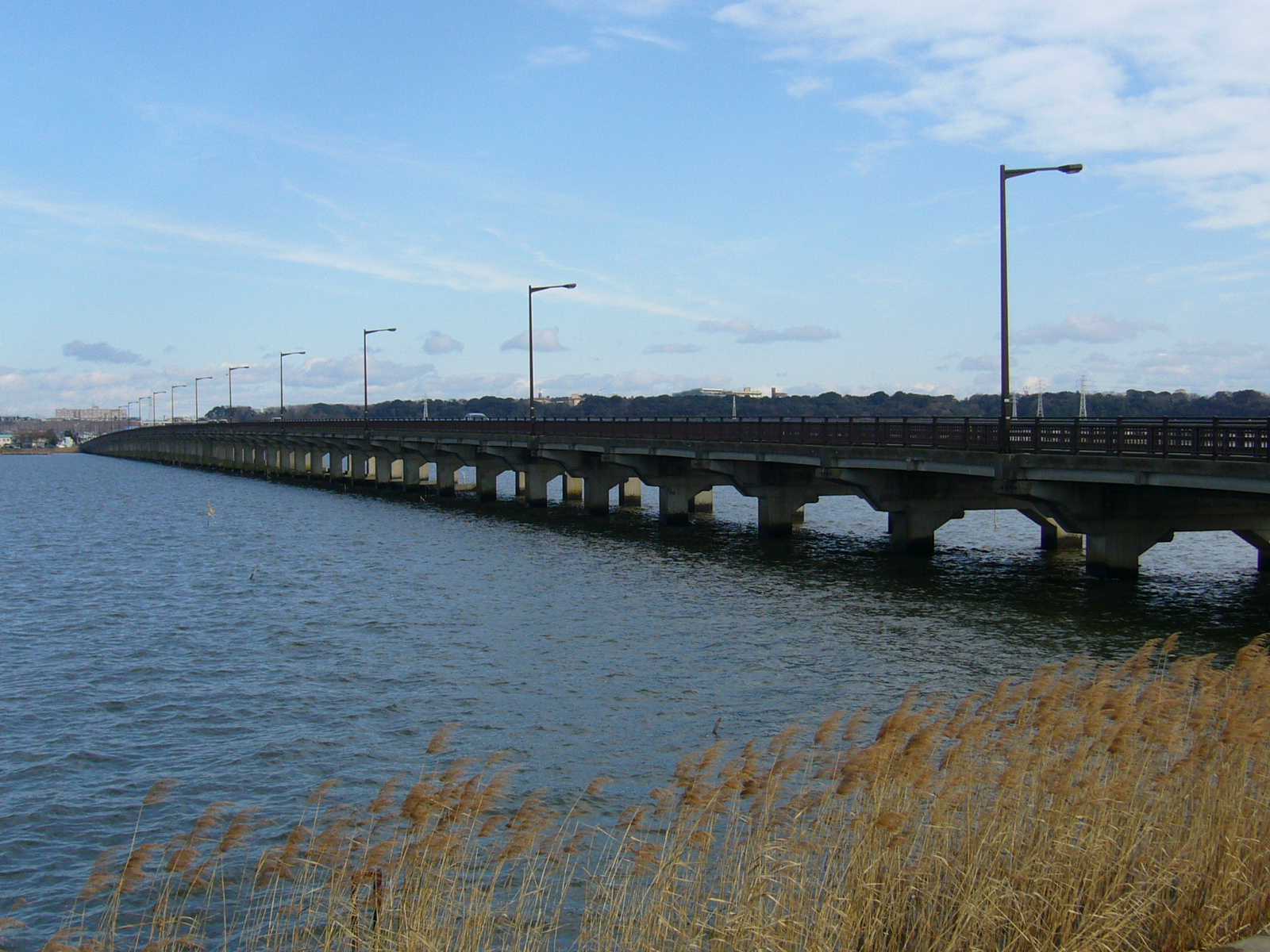
神宮橋（2代目）

神宮橋（じんぐうばし）は、茨城県潮来市と鹿嶋市を結ぶ橋長950.0メートル (m) の道路橋である。国道51号の北浦に架かっている。

## 概要
- 橋長 - 950.0 m
- 橋梁形式 -
- 道路幅 -
- 歩道幅 -

新神宮橋開通後も使用されている。潮来側から鹿嶋市街へ行く際は、こちらを利用した方が便利である。

## 歴史

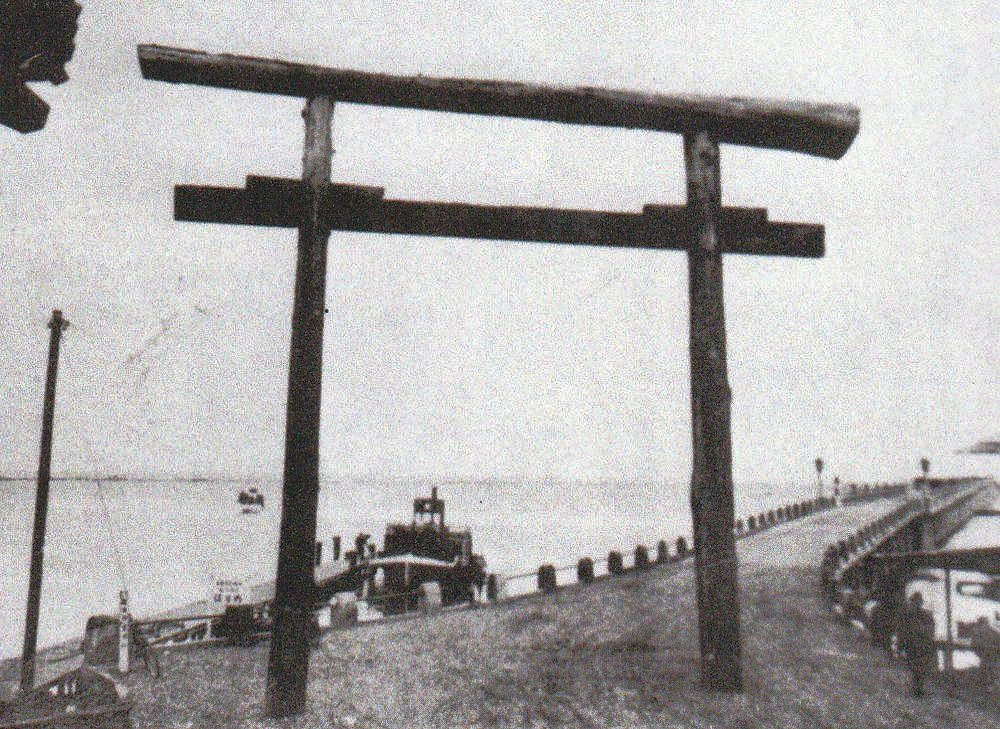
初代神宮橋

初代神宮橋は、1930年に北浦から外浪逆浦へ流れる鰐川に架けられた、鹿島町大船津（現・鹿嶋市大船津）と潮来町延方（現・潮来市延方）を結ぶ橋長930 m、幅員5.5 m、鉄筋コンクリート橋で、かつて橋のたもとに灯篭が立ち並び、鹿島神宮へと向かう参道の延長上にあった。昭和30年代に入りモータリゼーションが起こると交通量が増大し、また橋脚などの老朽化も進んでいたため、上流側の近くに新しい（2代目）神宮橋が1961年に架けられた。2代目神宮橋開通後、旧神宮橋は廃橋処分となり撤去されることが決定していたが、橋の取り壊し費用のめどが立たず、25年以上にわたり放置され、昭和の終わり頃まで初代神宮橋の橋脚が中央部を除いて残っていた。
- 1930年（昭和5年）：大船津と延方を結ぶ神宮橋（初代）が開通[1]。
- 1961年（昭和36年）：現在の神宮橋（2代目）が開通[1]。